# La cacería (serie de televisión)
La cacería es una serie de televisión realizada por la productora Villano y emitida por Mega y TVN. La producción de la primera temporada está basada en el caso del psicópata de Alto Hospicio ocurrido en el norte de Chile a fines de la década de 1990. La serie fue escrita por Enrique Videla, Rodrigo Fluxa y Vladimir Rivera y dirigida por Juan Ignacio Sabatini.
Protagonizada por Francisco Melo, cuenta con las actuaciones de Gastón Salgado, Erto Pantoja, Valentina Muhr, Giannina Fruttero, Jaime Omeñaca, Paula Zúñiga, Alejandro Goic, Iván Álvarez de Araya, entre otros. La serie se adjudicó 489 579 822 CLP de los fondos de 2016 del Consejo Nacional de Televisión para su realización. Las grabaciones se extendieron entre noviembre de 2017 y febrero de 2018.
La serie está inspirada en el perfil periodístico realizado por el periodista chileno Rodrigo Fluxá, sobre el psicópata de Alto Hospicio. El reportaje fue publicado en el libro Los Malos, editado por Leila Guerriero.
Con una duración de ocho capítulos, la primera temporada titulada Las niñas de Alto Hospicio se transmitió entre el 22 de julio y el 9 de septiembre de 2018. La serie se encuentra disponible en la página web del CNTV.En mayo de 2023, se anunció que la serie tendría una segunda temporada, la cual sería estrenada por TVN.Bajo el título En el fin del mundo se estrenará el 4 de enero de 2024.

## Sinopsis
La desaparición de una serie de jóvenes tiene en vilo al Alto Hospicio de fines de los años noventa. Los desesperados familiares no encuentran ayuda en la policía ni en las autoridades, quienes insisten que las menores se han ido de sus casas a buscar mejores oportunidades o se encontraban en otros lugares como Tacna ejerciendo la prostitución. Ante este escenario, desde Santiago llega el detective César Rojas (Francisco Melo).
En su investigación, el detective sospecha que detrás de las desapariciones se encuentran altas autoridades, empresarios, e incluso los mismos Carabineros. Junto con su nuevo compañero, el subteniente Rodrigo Carrasco (Gastón Salgado), que aunque en un principio no tienen una buena relación, llegarán al fin de la verdad gracias a la ayuda de los familiares de las víctimas. 

## Elenco
- Francisco Melo como César Rojas.
- Gastón Salgado como Rodrigo Carrasco.
- Valentina Mühr como Andrea Valdivia.
- Giannina Fruttero como Ayleen Viveros.
- Jaime Omeñaca como Juan Ávila.
- Paula Zúñiga como Rosa Acevedo.
- Erto Pantoja como Mayor Mendoza.
- Alejandro Goic como Jaime Guzmán.
- Iván Álvarez de Araya como Martín.
- Rocío Toscano como Valeria Isabel Ávila Acevedo.
- Catalina Martin como Ximena.
- Ignacia Uribe como Scarleth Toro.
- Sara Becker como Paulina Ávila Acevedo.
- Carmen Disa Gutiérrez como Hilda.
- Claudia Cabezas como Carolina.
- Paulina Moreno como Silvia / Emily Rojas.
- Claudio Riveros como Pedro Silva.
- Daniela Muñoz como Karla.
- Javiera Orellana como Marcela Cifuentes.
- Javiera Cerda como Loreto.
- Ernesto Meléndez como Cabo Pérez.
- Víctor Quezada como Diego Rojas.
- Moisés Angulo como Marcos Baeza
- Carlos Morales como Danilo.

### Participaciones Especiales
- Tito Bustamante como Jiménez.
- Nicolás Zárate como Contrabandista de autos.
- Gregory Cohen como Director Nacional de Sename.
- Sergio Díaz como Carlos.
- Gabriela Arancibia como Bela.
- Tiare Pino como Sol.
- Roxana Naranjo como Muriel.
- Ramón González como Padrastro de Ayleen.
- Mayra Padilla como Madame Nelly.
- Daniela Pino como Paola.
- Gloria Laso como María Gómez.
- Catalina Stuardo como Sofía Álvarez.
- Paola Muñoz como Rocío.
- Karen Sepúlveda como La China.
- Mikaella Poirrier como Helen.
- Luz María Yacometti como Cuidadora del Sename.
- María Angélica Luzzi como Dueña de la pensión donde se queda César.
- Daniel Alcaíno como Mario.
- Diego Boggioni como Mario (joven).
- Andrew Bargsted como Pedro (joven).

## Episodios
| Temporada | Temporada | Subtítulo                  | Episodios | Episodios | Emisión original    | Emisión original        | Emisión original |
| Temporada | Temporada | Subtítulo                  | Episodios | Episodios | Primera emisión     | Última emisión          | Cadena           |
| --------- | --------- | -------------------------- | --------- | --------- | ------------------- | ----------------------- | ---------------- |
|           | 1         | Las niñas de Alto Hospicio | 8         | 8         | 22 de julio de 2018 | 9 de septiembre de 2018 | Mega             |
|           | 2         | En el fin del mundo        | 3         | 3         | 4 de enero de 2024  | 18 de enero de 2024     | TVN              |

## Premios y nominaciones
| Año  | Premio           | Categoría               | Nominado                | Resultado |
| ---- | ---------------- | ----------------------- | ----------------------- | --------- |
| 2018 | Copihue de Oro   |                         |                         |           |
| 2018 | Copihue de Oro   | Mejor serie o teleserie | Mejor serie o teleserie | Nominada  |
| 2018 | Copihue de Oro   | Mejor actor             | Francisco Melo          | Nominado  |
| 2019 | Premios Caleuche | Mejor actor protagónico | Francisco Melo          | Nominado  |
| 2019 | Premios Caleuche | Mejor actriz de soporte | Valentina Mühr          | Ganadora  |